# Bayon (Meurthe-et-Moselle)
Bayon is een gemeente in het Franse departement Meurthe-et-Moselle (regio Grand Est). De plaats maakt deel uit van het arrondissement Lunéville. Bayon telde op 1 januari 2022 1.556 inwoners.

## Geografie
De oppervlakte van Bayon bedroeg op 1 januari 2022 6,05 vierkante kilometer; de bevolkingsdichtheid was toen 257,2 inwoners per km².

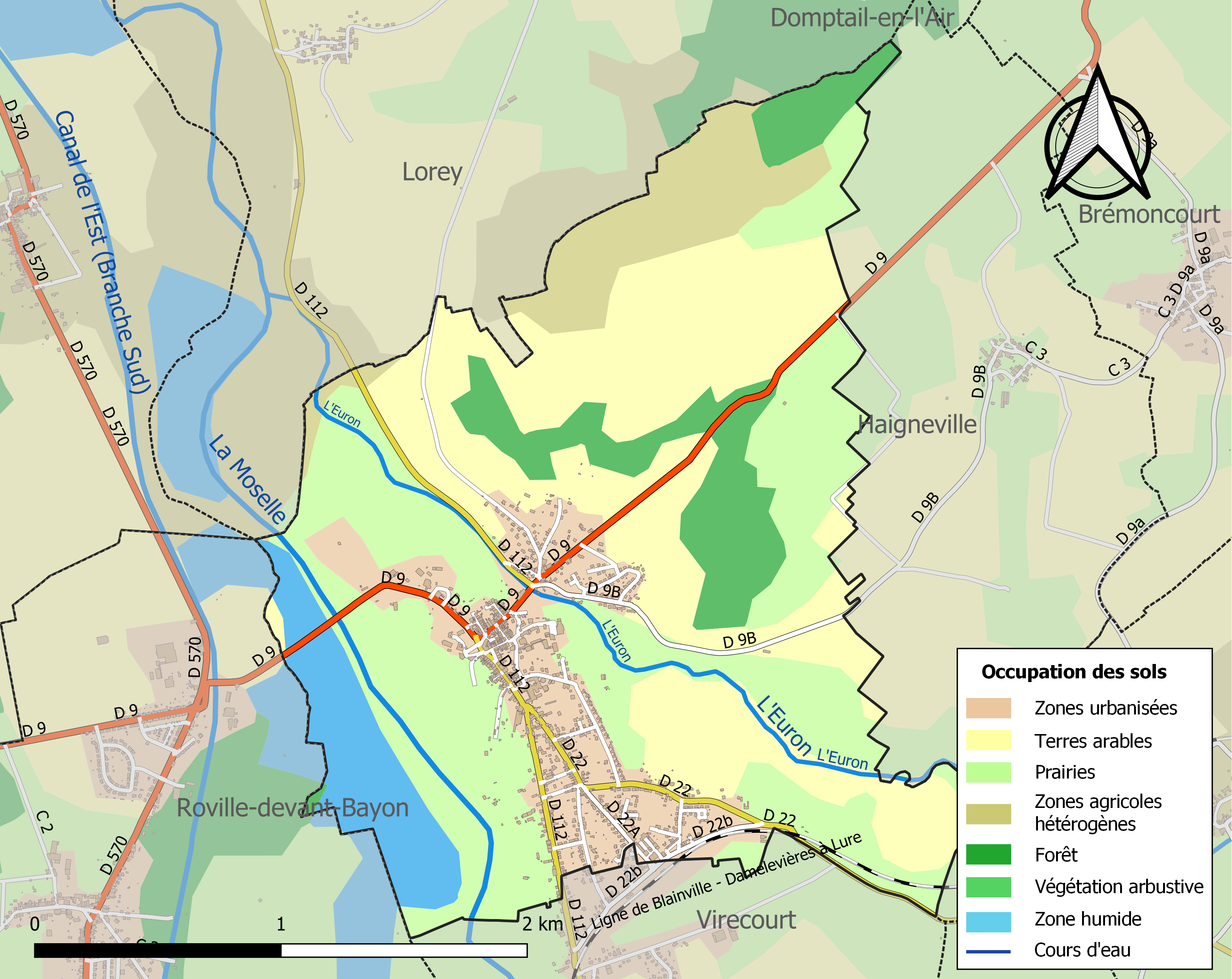
Kaart van de gemeente met de belangrijkste infrastructuur, bodemgebruik en omliggende gemeenten

## Demografie
Onderstaande figuur toont het verloop van het inwonertal (bron: INSEE-tellingen).